# Жоро Илчев
Жоро Иванов Илчев е български политик и инженер от ГЕРБ, кмет на община Провадия (2019 – 2023).

## Биография
Жоро Илчев е роден на 21 февруари 1961 г. в град Казанлък, Народна република България. През 1979 г. завършва математическата гимназия в Казанлък, след което отбива военната си служба в Школа за запасни офицери „Христо Ботев“ в град Плевен (1979 – 1980). През 1984 г. завършва Академията на МВР с квалификация „инженер по пожарна техника и безопасност“ и започва работа в завод „Арсенал“ в Казанлък. През 1985 г. е приет за редовен аспирант и преподавател в Академията на МВР. През 1990 г. защитава дисертация и му е присъдена научна степен „Доктор на техническите науки“.
От 1990 г. работи последователно като „Старши инспектор“, впоследствие Началник отдел „Оперативно-технически“ в Национална служба „Пожарна безопасност и защита на населението“, където отговаря за пожарната безопасност в България. Впоследствие до напускането му от Министерството на вътрешните работи в Научно-изследователски институт на МВР. От 1997 г. до октомври 2019 г. работи в частния бизнес като управител на фирма. През 2012 г. фирмата става собственик на цех „ХИМИК“ в Провадия, а той се мести да живее в града.

### Политическа дейност
На местните избори през 2019 г. е кандидат за кмет от ГЕРБ на община Провадия. На проведения първи тур получава 4299 гласа (или 46,46%) и се явява на балотаж с кандидата на „БСП за България“ Филчо Филев, който получава 2307 гласа (или 24,93%). Избран е на втори тур с 5777 гласа (или 71,73%).
През март 2022 г. ДАНС иска неговото отстраняване от длъжност като кмет, тъй като е нарушил член от Закона за местното самоуправление и местната администрация. Според закона, той не може да е собственик и управител на дружество, което извършва търговска дейност, докато изпълнява длъжността кмет.